# 女子美術大学短期大学部

## 概観

### 大学全体
1900年創立の私立女子美術学校に起源を持ち1950年に設置された。1990年代までは一学年の定員が600名を超えていたが、芸術学部の学科再編に伴い定員数は減少している。2009年の一学年定員は造形学科180名、専攻科50名。

### 建学の精神（校訓・理念・学是）
- 女子美術大学短期大学部における建学の精神は、「芸術による女性の自立」、「女性の社会的地位の向上」、「専門の技術家・美術教師の養成」となっている。

### 教育および研究
- 造形学科に「美術コース」「デザインコース」と「専攻科」（1年制）が設置されている。「デザインコース」は「情報デザイン Coto Design」と「創造デザイン Mono Design」に分かれる。

### 学風および特色
- 女子美術大学短期大学部は日本最古の美術系短大の一つである。
- 大学と類似した学科が設置されている関係上、短大卒業後その大学へ編入学する学生も多い。
- 2002年、グッドデザイン賞建築・環境デザイン部門/建築デザイン受賞（受賞対象名:女子美術大学正門再編成（杉並校舎正門））

## 沿革
- 1950年 女子美術大学短期大学部として開学。服装科を置く。初代短期大学部校長に佐藤達次郎が就任。
- 1953年 1年制の服装別科を設置[1]
- 1955年 服飾科を服飾コースと図工コースに再編
- 1957年 図工科を新設
- 1960年 学科名を変更
  - 服飾科→服飾美術科
  - 図工科→造形美術科
- 1962年 女子美術大学短期大学部から女子美術短期大学へ改称
- 1963年 学科名を再改称して短期大学に服飾科、造形科、専攻科を新設
- 1980年 創立80周年記念式典
- 1993年 造形科が専攻分離される
- 1996年 杉並校舎にガレリア ニケを開設
- 1997年 「研究支援委員会」を設置[2]
- 2000年 創立100周年記念式典
- 2001年 女子美術大学短期大学部と再改称。造形科を造形学科に改称し、造形科専攻毎の学生募集も停止。400人から250人に入学定員を変更[3]
- 2002年 服飾科を廃止
- 2003年 別科造形専修を別科現代造形専修に改称、「女子美術大学研究所」を設置[2]
- 2007年 短期大学部別科現代造形専修を別科基礎造形専修に改称[4]
- 2009年 短期大学部別科基礎造形専修の募集を停止[5][6]
- 2010年 短期大学部造形学科を美術コース(平面・立体)・デザインコース(情報デザイン・創造デザイン)に改組し[5]、造形学科の入学定員を250人から180人に縮小[3]。創立110周年記念式典[5]

## 基礎データ

### 所在地
- 東京都杉並区和田1-49-8

### 象徴
- 女子美術大学短期大学部のカレッジマークには、その中央部に大学名の一部である「美」の文字がある。

## 教育および研究

### 組織

#### 学科
- 造形学科

##### 過去の学科体制
- 造形科→造形学科
  - 絵画専攻
  - 彫塑専攻
  - 情報デザイン専攻
  - 空間デザイン専攻
  - 生活デザイン専攻
- 服飾科：募集は2000年度まで。その翌年より、大学に組み込まれ、アート・デザイン表現学科のもととなる。

#### 専攻科
- 造形専攻：大学評価・学位授与機構認定

##### かつて設けられていた課程
- 服飾専攻

#### 別科
- なし

かつて設けられていた別科
- 基礎造形専修

##### 取得資格について
- 中学校教諭二種免許状（美術）が設けられている。かつてあった服飾科には（美術）のほか（家庭）も設けられていた。

#### 附属機関
- 図書館

## 学生生活

### 部活動・クラブ活動・サークル活動
- 女子美術大学短期大学部のクラブ活動：芸術系をはじめとして文化系のものが多い。
  - 体育系：スキー・バドミントンほか
  - 文化系：音楽・写真・陶芸ほか

## 大学関係者と組織

### 大学関係者一覧

#### 大学関係者
- 佐藤達次郎：初代校長
- 柳悦孝
- 佐野ぬい

#### 著名な出身者

##### 美術家
- 松井冬子（日本画家　造形科）
- 石山ヒロ子（人形作家　造形科）
- 迫川尚子（写真家、カフェの経営者。造形科、衣服デザイン教室）
- 菅沼三千子（木漆工芸家　別科）
- 小松美羽（銅版画家　造形科）

##### アートディレクター
- 田中佑佳

##### デザイナー
- 宇津木えり
- クライ・ムキ
- 奥村心雪
- 川上玲子

##### イラストレーター
- コンドウアキ
- 高井麻巳子（現・秋元麻巳子。秋元康夫人。中退）

##### カリグラファー
- 倉田芳琳（商業書道家）

##### 映像作家
- 水尻自子

##### 漫画家
- 伊藤理佐（彫塑科）
- 水谷さるころ（情報デザイン科）
- 南Q太（造形科）
- 稚野鳥子（グラフィックデザイン）

##### 俳優
- 賀来千香子（造形科）
- 奥田恵梨華（女優　造形科）
- 鈴木砂羽（中退）
- 岡まゆみ（中退）

##### タレント
- 川幡由佳（造形科）
- 村上綾歌（造形科）

##### その他
- 川奈まり子（グラフィックデザイン科）
- 来生えつこ（作詞家・小説家）
- 大御堂美唆（インテリアスタイリスト、インテリアコーディネーター、造形科）
- 久米直子（1980年モスクワ・1984年ロサンゼルスオリンピック日本代表）
- 港家小そめ（チンドン屋・浪曲師）

## 施設

### 杉並キャンパス
- 東京メトロ丸ノ内線東高円寺駅・新中野駅下車、徒歩8分。キャンパス内広場にはニケ像・ヴィーナス像がある。女子美術大学付属高等学校・中学校も同じキャンパス内に所在する。

### 学生寮
- 「和田寮」（1961年（昭和36年）開寮、鉄筋コンクリート構造地下1階、地上4階、定員122名）と、「高円寺寮」（1966年（昭和41年）開寮、鉄筋コンクリート構造地上7階、定員244名）を併設した。「和田寮」には芸術学部生と短期大学部生、「高円寺寮」には短期大学部生が入寮した。「和田寮」は杉並校地隣に所在したが、2007年からの杉並キャンパス整備事業の一環として2009年3月に閉寮し、2010年10月に跡地に体育館が落成した[7]。

## 対外関係

### 他大学との協定

#### 台湾
- 台湾芸術大学

#### イギリス
- バーミンガム・シティ大学

#### フィンランド
- ヘルシンキ・メトロポリア大学

#### オーストラリア
- グリフィス大学

#### 日本
- 東京都私立短期大学協会コンソーシアム

### 系列校
- 女子美術大学
- 女子美術大学付属高等学校・中学校

## 卒業後の進路について

### 就職について
- 造形科および造形学科：イトキン・オンワード樫山・エポック社・伊勢丹・阪急百貨店・コナミ・イトーヨーカ堂・サンウェーブ工業・京セラ・西川産業・みずほ銀行などの一般企業ほか、教職に就く人もみられる。
- 服飾科：髙島屋・東洋紡績・レナウン・カプコン・富士通ほか。

### 編入学・進学実績
- 系列の女子美術大学へ編入学する学生が多い。